# Pradines (Loire)
Pradines é uma comuna francesa na região administrativa de Auvérnia-Ródano-Alpes, no departamento de Loire. Estende-se por uma área de 11,6 km². Em 2010 a comuna tinha 828 habitantes (densidade: 71,4 hab./km²).